# Harvey (sztuka)

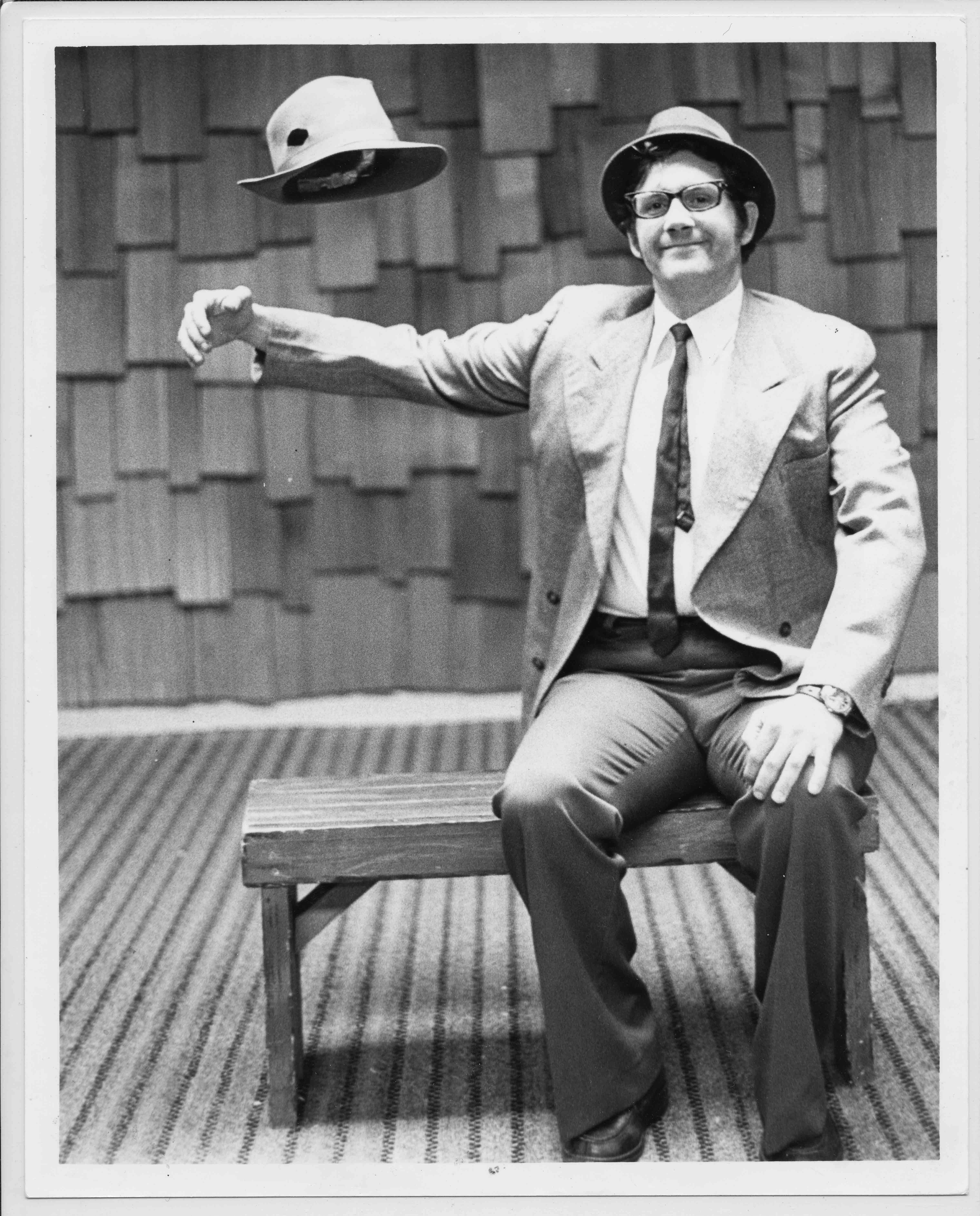
Spektakl Harvey wystawiany w 2016

Harvey – sztuka amerykańskiej pisarki Mary Chase, wystawiona w 1944, wyróżniona Nagrodą Pulitzera. Opowiada o alkoholiku, który ma niewidzialnego przyjaciela, królika o blisko dwumetrowym wzroście. Dramat został zekranizowany. W roli głównej wystąpił James Stewart.
Sztuka była wystawiona w Polsce w 1998 r. pod tytułem Mój przyjaciel Harvey w reżyserii Marcina Sławińskiego. W rolach głównych Elwooda P. Dowda i jego siostry wystąpili Jan Kobuszewski i Irena Kwiatkowska.